# Šahy
Šahy (allemand : Eipelschlag, hongrois : Ipolyság) est une ville de la région de Nitra en sud de Slovaquie. Sa population est de 8 000 habitants.

## Géographie
Ville à la frontière de la Hongrie et de la Slovaquie, sur la berge orientale de l'Ipel, dans la plaine danubienne, Šahy est reliée par la E 77 à Budapest d'une part, et à Cracovie d'autre part. La ville possède aussi deux faubourgs, Preseľany-nad-Ipľom (4 km à l'ouest du centre-ville, intégrée à l'agglomération depuis 1980) et Tešmák (3 km à l'est du centre-ville, intégrée à l'agglomération depuis 1986). De 1980 à 1996, l'agglomération intégrait aussi un village, Hrkovce.

## Histoire
La plus ancienne mention de Šahy remonte à 1237 (Saag), dans un diplôme du roi Béla IV de Hongrie. Le comte Martin de Hont-Pázmány († après 1236 et avant 1245), prince de la cour du futur André II de Hongrie, gouverneur de Croatie et de Dalmatie puis ban (vice-roi) de Slavonie, venait d'y fonder l’Abbaye des Prémontrés d’Ipolyság. Un siècle plus tard, c'est une petite ville qui, renommée Şefradi, est annexée à l'Empire ottoman de 1541 à 1595, puis de nouveau entre 1605 et 1685. De 1663 à 1685, Şefradi était le chef-lieu d'un sandjak de l’eyalet d’Uyvar. Dans l'Autriche-Hongrie, elle était rattachée au comté de Hont, dont elle fut la capitale dès 1806. Elle fut attachée à la Tchécoslovaquie en 1920.
La localité fut annexée par la Hongrie après le premier arbitrage de Vienne le 2 novembre 1938. En 1938, on comptait 4 710 habitants dont 855 d'origine juive. Elle faisait partie du district de Šahy (hongrois : Ipolysági járás). Le nom de la localité avant la Seconde Guerre mondiale était Šahy/Ság. Durant la période 1938 - 1945, le nom hongrois Ipolyság était d'usage. À la libération, la commune a été réintégrée dans la Tchécoslovaquie reconstituée.
Le quartier de Preseľany nad Ipľom était une commune autonome en 1938. Il comptait 628 habitants en 1938 Elle faisait partie du district de Šahy (hongrois : Ipolysági járás). Le nom de la localité avant la Seconde Guerre mondiale était Preseľany/Pereszlény. Durant la période 1938 -1945, le nom hongrois Pereszlény était d'usage.
Le quartier de Tešmák était une commune autonome en 1938. Il comptait 853 habitants en 1938 dont 3 juifs. Elle faisait partie du district de Šahy (hongrois : Ipolysági járás). Le nom de la localité avant la Seconde Guerre mondiale était Tešmák/Tesmág. Durant la période 1938 -1945, le nom hongrois Tesmag était d'usage.

## Démographie

### Évolution de la population
| Année:               | 1994. | 2004.   | 2014.   | 2024.   |
| -------------------- | ----- | ------- | ------- | ------- |
| Nombre de personnes: | 8526  | 7971    | 7516    | 6919    |
| Différence:          |       | -6,50 % | -5,70 % | -7,94 % |

| Année:               | 2023. | 2024.   |
| -------------------- | ----- | ------- |
| Nombre de personnes: | 6992  | 6919    |
| Différence:          |       | -1,04 % |